# The Bitter Truth
The Bitter Truth er en amerikansk stumfilm fra 1917 af Kenean Buel.

## Medvirkende
- Virginia Pearson som Anne
- Jack Hopkins som Graves
- William H. Tooker som Judge Marcus
- Alice May som Martha Marcus
- Sidney D'Albrook